# Епархия Шяуляя
Епа́рхия Шяуля́я (лит. Šiaulių vyskupija) — одна из семи епархий римско-католической церкви в Литве с кафедрой в городе Шяуляй (Шяуляйский уезд, Литва). Входит в состав церковной провинции Каунаса. Является суффраганной епархией архиепархии Каунаса. Латинское название епархии — «Dioecesis Siauliensis». Кафедральным собором епархии Шяуляя является церковь Святых Петра и Павла.
Епархия основана в 1997 году.
C момента основания (с 28 мая 1997 года) епископскую кафедру Шяуляя занимает Эугениюс Бартулис.

## Деканаты
Епархия Шяуляя подразделяется на 5 деканатов:
- Йонишкский деканат (лит. Joniškio dekanatas);
- Кельмеский деканат (лит. Kelmės dekanatas);
- Пакруойский деканат (лит. Pakruojo dekanatas);
- Радвилишкский деканат (лит. Radviliškio dekanatas);
- Шяуляйский деканат (лит. Šiaulių dekanatas).